# エグリード郡
エグリード郡（ペルシア語: شهرستان اقلید）とは、イランのファールス州の郡である。郡中心市はエグリード。
2016年当時の人口は93,763人、27,421世帯。
2006年の国勢調査の後に行政区画の再編が実施され、エグリード郡内のホスロー・シーリーン地方地区がアーバーデ郡に編入された。
また、Eslamiyeh村がDezhkord市に、Hasanabad村が市に昇格した。